# 春日市立日の出小学校
春日市立日の出小学校（かすがしりつ ひのでしょうがっこう）は、福岡県春日市日の出町三丁目にある公立小学校。

## 態様
牛頸川と那珂川に挟まれた春日市域西方に位置する平野部、間近に福岡市との境界を抱える、陸上自衛隊福岡駐屯地や宅地の広がる市街の一角に所在する。周囲は高層集合住宅の多い区域で、校舎の北には福岡県営住宅がたち並び、校舎の西にはUR賃貸住宅が広範にわたって団地を形成している。

## 歴史
1999年（平成11年）に春日市立春日北小学校より分離開校。2000年  (平成12年)には24時間テレビの小学生対抗競技で長雑巾がけ競技に出場。2001年（平成13年）度には東欧諸国や中国からの使節団が続々と来校するなどした。
2005年（平成17年）春日北小学校、春日北中学校と共にコミュニティスクール（学校運営協議会制度）に移行。翌2006年（平成18年）2学期制に移行する。

## 交通
南脇を県道49号が東西に走る。最寄の鉄道駅は、JR鹿児島本線南福岡駅、西鉄駅ならば天神大牟田線雑餉隈駅。
最寄のバス停留所はやよい桜ヶ丘線『サン・ビオ公民館前』（右回り）『日の出町公民館前』（左回り）。

## 周辺
- アーベインビオ春日

UR都市機構の運営による公団住宅団地。西側で隣接。
- 県営日の出町団地

福岡県の運営による5階建の公営住宅。北側で隣接する。
- 陸上自衛隊福岡駐屯地

県道49号を挟んだ南方に存在。